# Polyporus
Polyporus (Pier Antonio Micheli, 1729 ex Michel Adanson, 1763) este un gen de ciuperci comestibile sau necomestibile din încrengătura Basidiomycota în ordinul Polyporales și familia Polyporaceae cu ajustat 32 de specii (în Europa aproximativ 15). Speciile acestui gen au calități saprofite (de ex. Polyporus umbellatus) sau/și parazitare (de ex. Polyporus squamosus), fiind atunci dăunători de o distrugere frapantă a arborilor din parcuri și de la marginea străzilor, provocând putregaiul alb al lemnului. Ca saprofiți colonizează diverse cioturi și trunchiuri de foioase în putrefacție, unele soiuri, foarte rar în plus de rășinoase (de ex. Polyporus brumalis). Bureții genului se dezvoltă în România, Basarabia și Bucovina de Nord foarte des, crescând solitar sau în grupuri, deseori etajați unul peste altul, de la câmpie la munte, din aprilie până toamna târziu (depinde de specie).
Numele generic este derivat din cuvintele grecești (greacă πολύς=mult) și (greacă πόρος=por).

## Istoric
Primul care a descris genul sub denumirea actuală (2019) a fost micologul italian Pier Antonio Micheli în lucrarea sa Nova plantarum genera, juxta Tournefortii methodum disposita... din 1729. În anul 1763, botanistul francez Michel Adanson a redescris genul sub aceiași denumire, corectată în sensul nomenclaturii a lui Carl von Linné, de verificat în volumul 2 al operei sale Familles des plantes.
Au fost făcute multe încercări de modificare ale taxonului care însă cu toate nu s-au impus, fiind astfel neglijabile (vezi o selecție în infocasetă).
Mai este de menționat, că, mai întâi, Elias Magnus Fries a împărțit genul în 3 subgenuri (Eupolyporus, Fomes, și Poria) în cartea sa Novae Symbolae Mycologicae din 1855, iar micologii Maria Núñez și Leif Ryvarden au alocat 32 de specii ale genului în 6 grupuri infra-generice bazate pe rezultate morfologie (Admirabilis, Dendropolyporus, Favolus, Polyporellus, Melanopus, și Polyporus sensu stricto). Publicația poate fi recitită în volumul 10 al jurnalului micologic Synopsis Fungorum  din 1995.
Mai multe studii filogenetice moleculare au arătat că "Polyporus", astfel cum este circumscris în prezent, este polifiletic, de acea limitele sale generice vor trebui să fie revizuite.

## Descriere

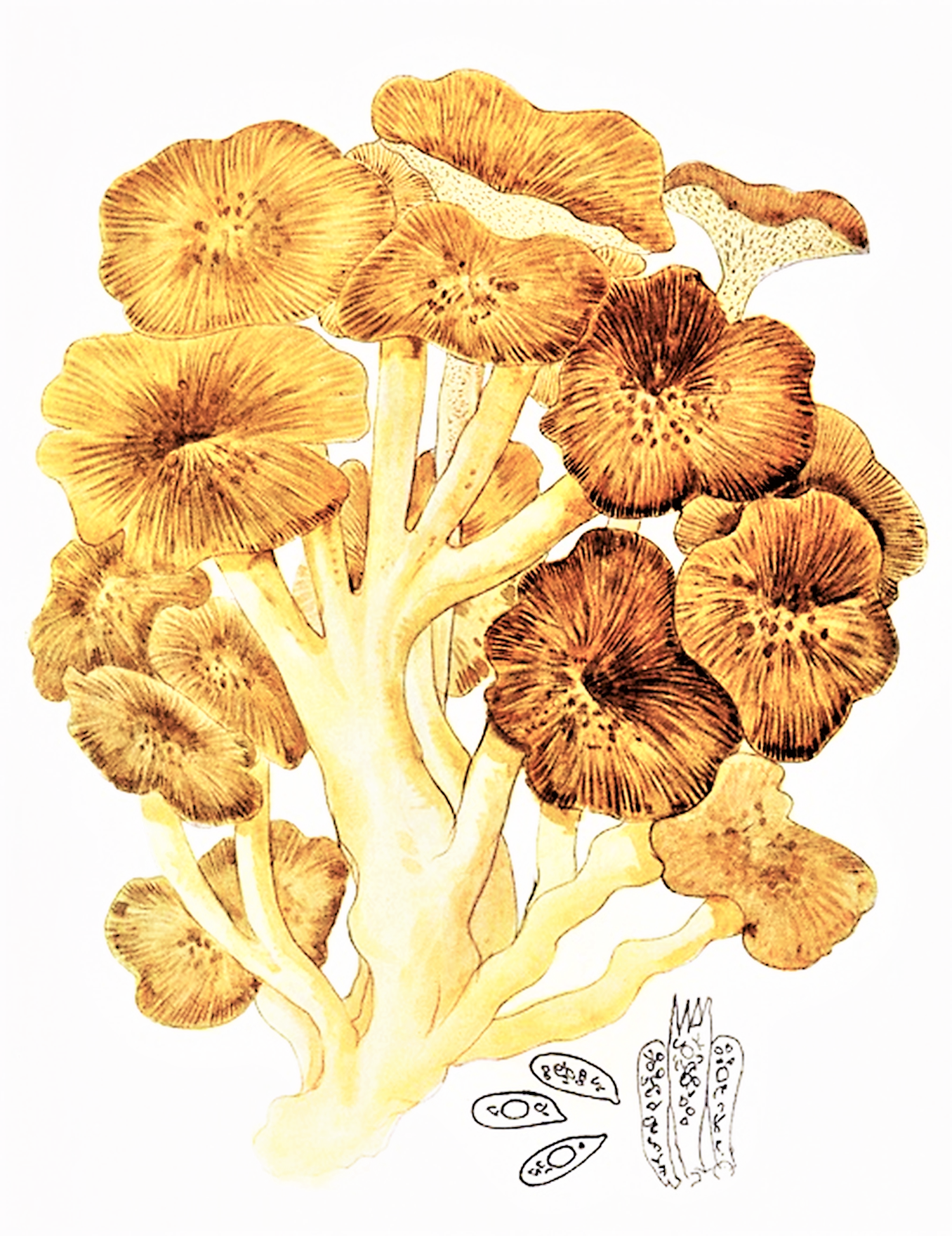
Bres.: P. umbellatus

- Pălăria: poate să aibă un diametru de 1,5-40, chiar și 60 cm (Polyporus squamosus), foarte des cu un aspect de evantai sau scoică, este la început cărnoasă, plată cu marginea răsucită în jos, apoi ia formă de pâlnie în zona de inserție a piciorului, fiind la periferie destul de subțire și atunci mereu gomoasă, pieloasă sau lemnoasă. Cuticula poate fi netedă, pâsloasă, păroasă sau acoperită cu solzi dispuși în șiruri concentrice, dar în general devine goală la bătrânețe. Prezintă de obicei un colorit în diverse nuanțe de brun care devine în vârstă adesea brun-purpuriu până la violet-purpuriu sau negricios, dar există și specii cu suprafața albicioasă sau gălbuie.
- Tuburile și porii: Sporiferele au o lungime maximală de 1 cm, fiind în general mult mai scurte și sunt lung decurente la picior. Porii pe partea inferioară, care pot fi foarte înguști sau foarte extinși, sunt rotunzi, ascuțit ovoidali, unghiulari, zimțați sau în formă de faguri și de colorit alb până crem-albicios.
- Sporii: de mărime medie sunt cilindrici până fusiformi, netezi cu pereți subțiri, neamiloidozi (nu se decolorează cu reactivi de iod) și alantoidei (anatidă = un principal produs final de degradare al acizilor nucleici, în special a bazelor de purină). Pulberea lor este preponderent de culoare albă, rar și crem-albicioase. Unele specii formează așa-numite scleroții. Basidiile prezintă în regulă 4 sterigme, cistoide (celule de obicei izbitoare și sterile care pot apărea între basidii și himen, stratul fructifer) lipsesc. Hifele au o structură dimitică (cu 2 tipuri de hife diverse).[12]
- Piciorul: are o lungime de 1-8 cm și o grosime de 0,3 cm (Polyporus rhizophilus) până la 6 cm (Polyporus squamosus), este destul de tare, plin, alb, adesea tânăr brumat, apoi pâslos, catifelat sau neted, fiind în mod normal prins de pălărie în poziție excentrică sau laterală, rar centrală. În vârstă înaintată, baza se înnegrește, deseori până peste mijlocul trunchiului la mai multe soiuri.
- Carnea: albă până gălbuie este la multe specii în tinerețe cărnoasă, adesea spongioasă, dar pe măsură ce se maturizează, capătă o consistență pieloasă, dură ca pluta sau lemnoasă. La diverse specii este deja de la început fibros-elastică și astfel necomestibilă (de ex. Polyporus brumalis). Mirosul variază de la aproape imperceptibil, peste puternic făinos, de pepene verde până la astringent a tanin. Gustul este la soiuri comestibile plăcut și dulceag.[2][3][4]

## Speciile genului
În urmare sunt listate cele 32 de specii ale genului după Núñez și Ryvarden, cele europene fiind marcate cu (E).
| - Polyporus alveolaris (DC, 1815 ex Fries, 1821) Bondartsev & Singer, 1941 (E) - Polyporus arcularius (Batsch, 1783) Fr. 1821 (E) - Polyporus badius (Pers., 1801) Schwein., 1832 (E) - Polyporus brumalis (Pers., 1794) Fr., 1818 (E) - Polyporus ciliatus sin. lepideus (Fr., 1815) Fr., 1818 (E) - Polyporus corylinus Mauri, 1832 (E) - Polyporus craterellus Berk. & Cooke, 1868 (E) - Polyporus cryptopus | - Polyporus dictyopus - Polyporus gayanus - Polyporus grammocephalus - Polyporus guianensis - Polyporus ianthinus - Polyporus leptocephalus sin. varius (Jacq., 1778) Fr. 1821 (E) - Polyporus leprieurii - Polyporus longiporus | - Polyporus melanopus (Pers., 1794) Fr., 1821 (E) - Polyporus meridionalis (A. David, 1973) H. Jahn, 1980 (E) - Polyporus mikawai - Polyporus phyllostachydis, Sotome, T. Hatt. & Kakish. - Polyporus pinsitus - Polyporus pseudobetulinus Polyporus pseudobetulinus (Pilát 1932) Niemelä și colaboratori, 1990 (E) - Polyporus radicatus - Polyporus rhizophilus (Pat., 1894) Sacc., 1895 (E) | - Polyporus septosporus - Polyporus squamosus (Hudson, 1778) Fr., 1821 (E) - Polyporus tenuiculus - Polyporus tessellatus - Polyporus tuberaster (Jacq., 1797) Fr. 1821 (E) - Polyporus udus - Polyporus umbellatus (Pers., 1801) Fr., 1821 (E) - Polyporus virgatus |

## Speciile genului în imagini (selecție)

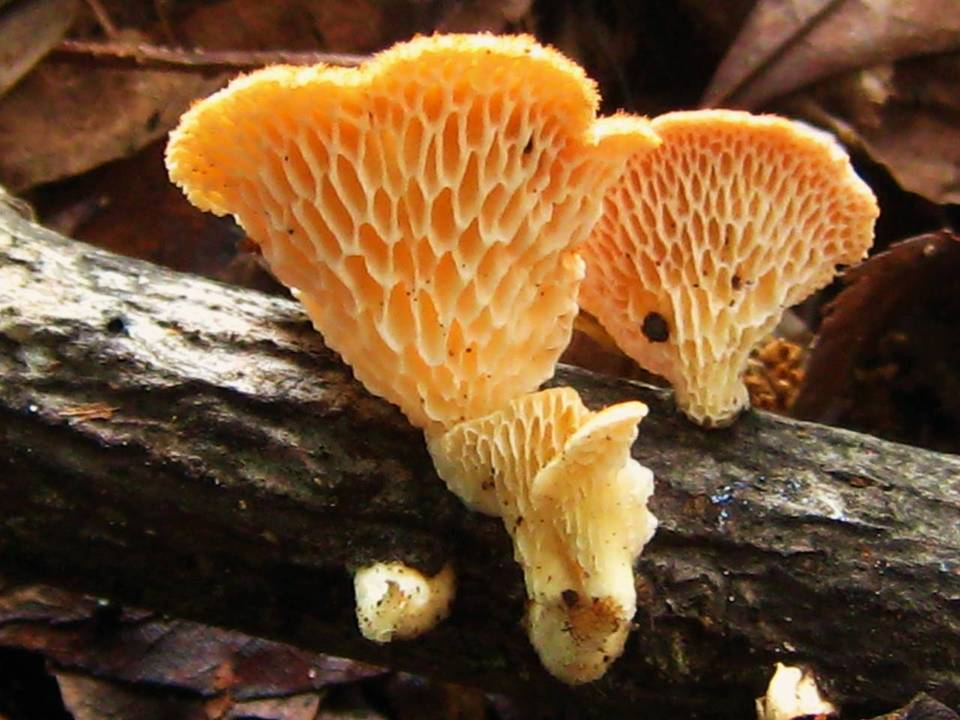
P. alveolaris
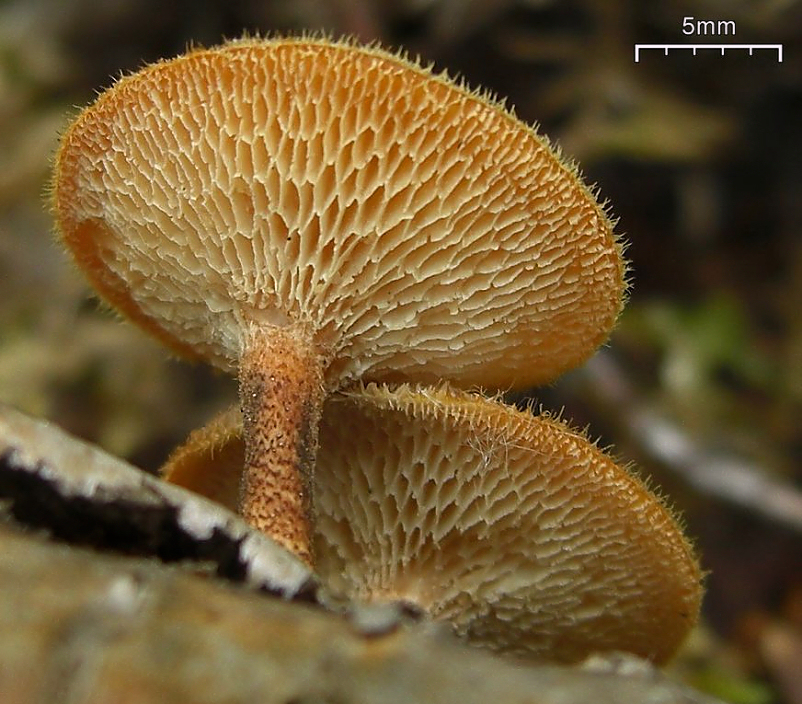
P. auricularius
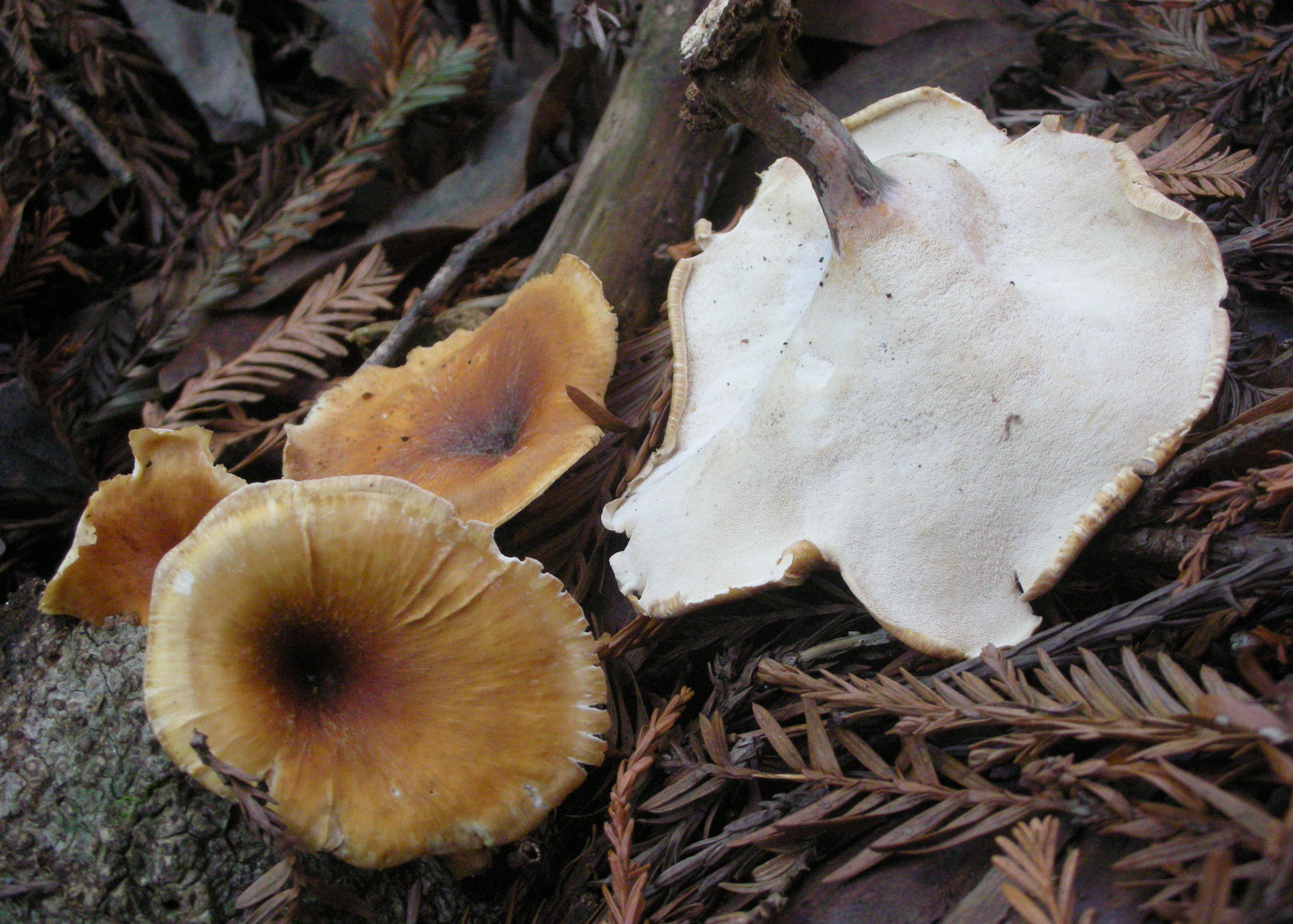
P. badius
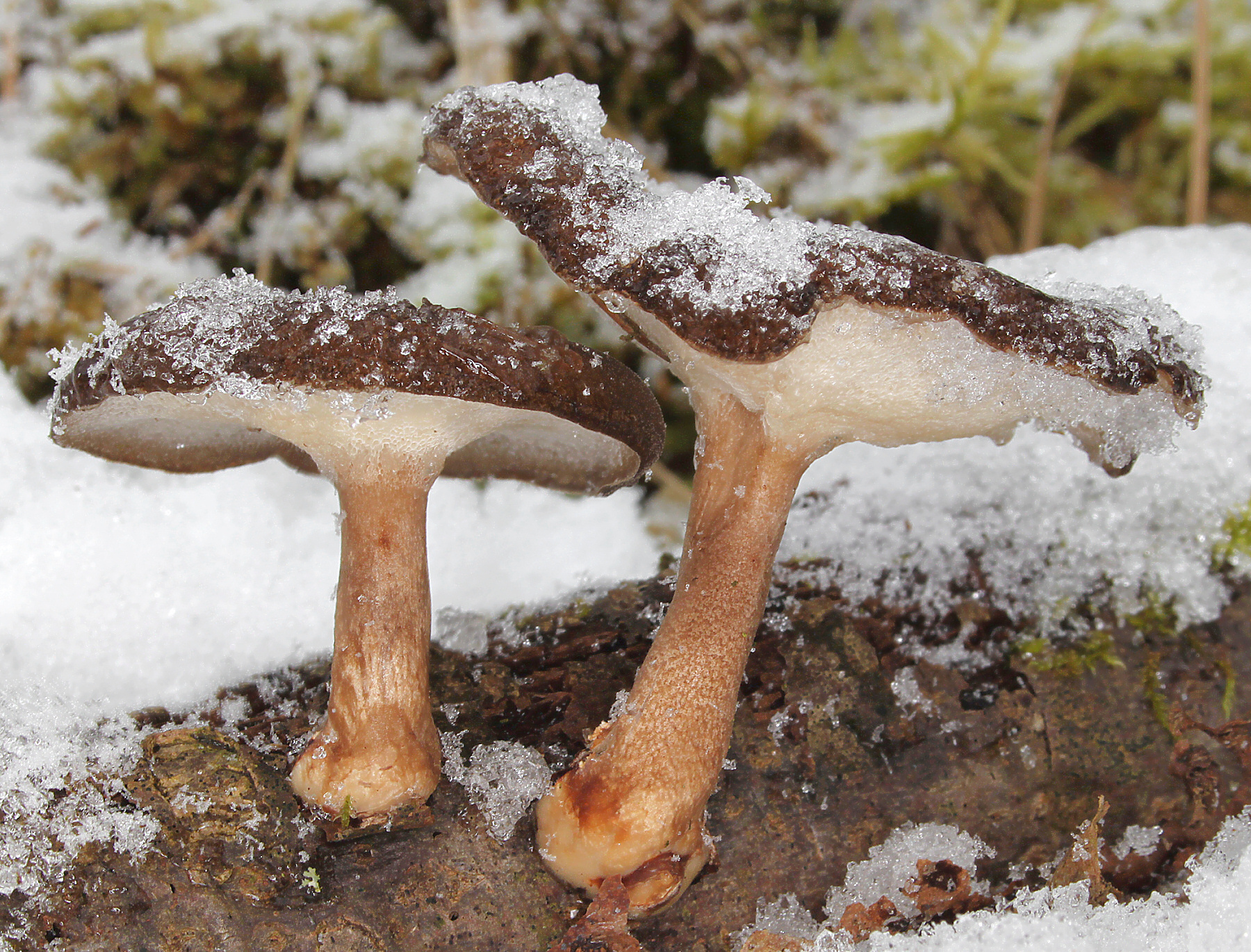
P. brumalis
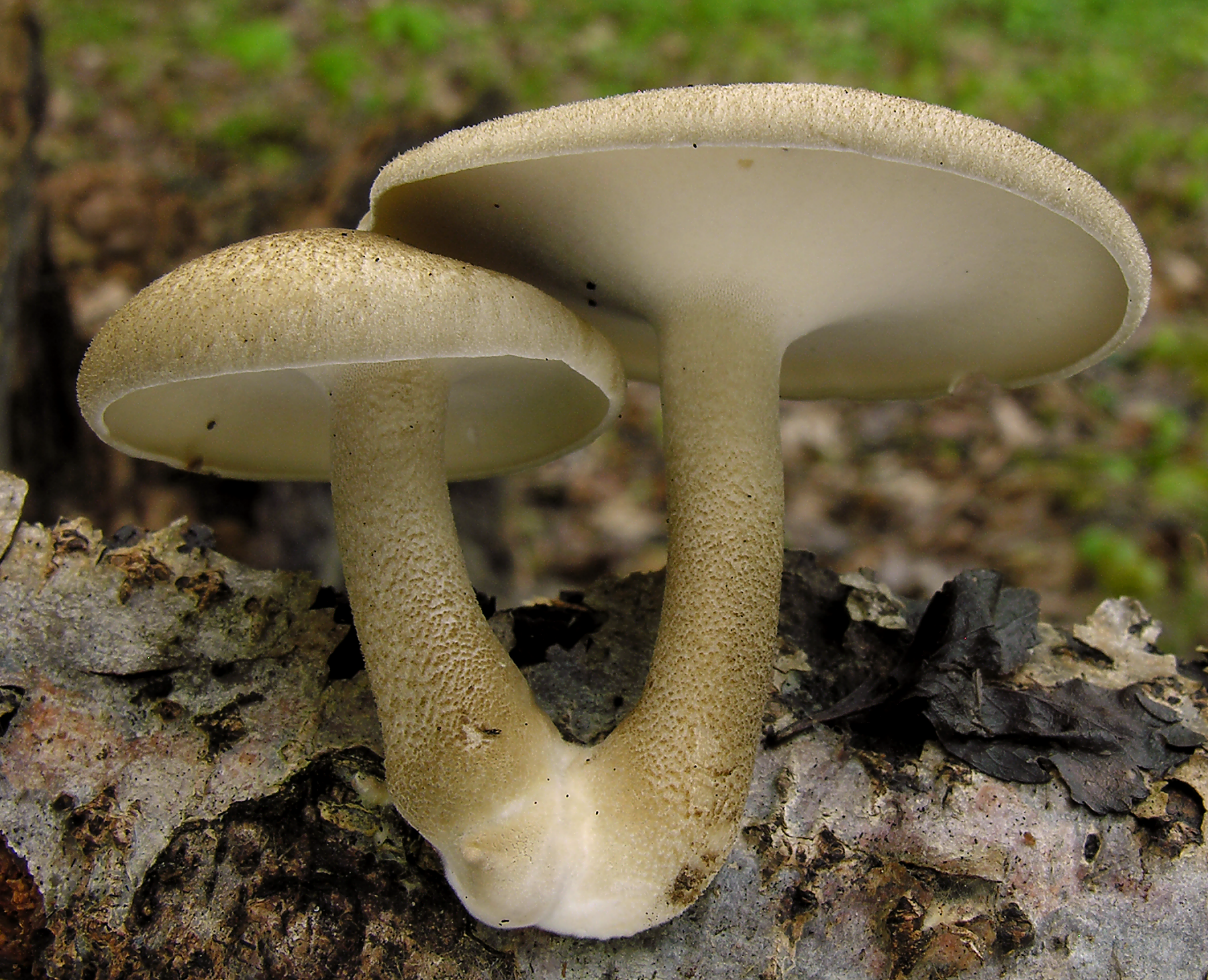
P.ciliatus
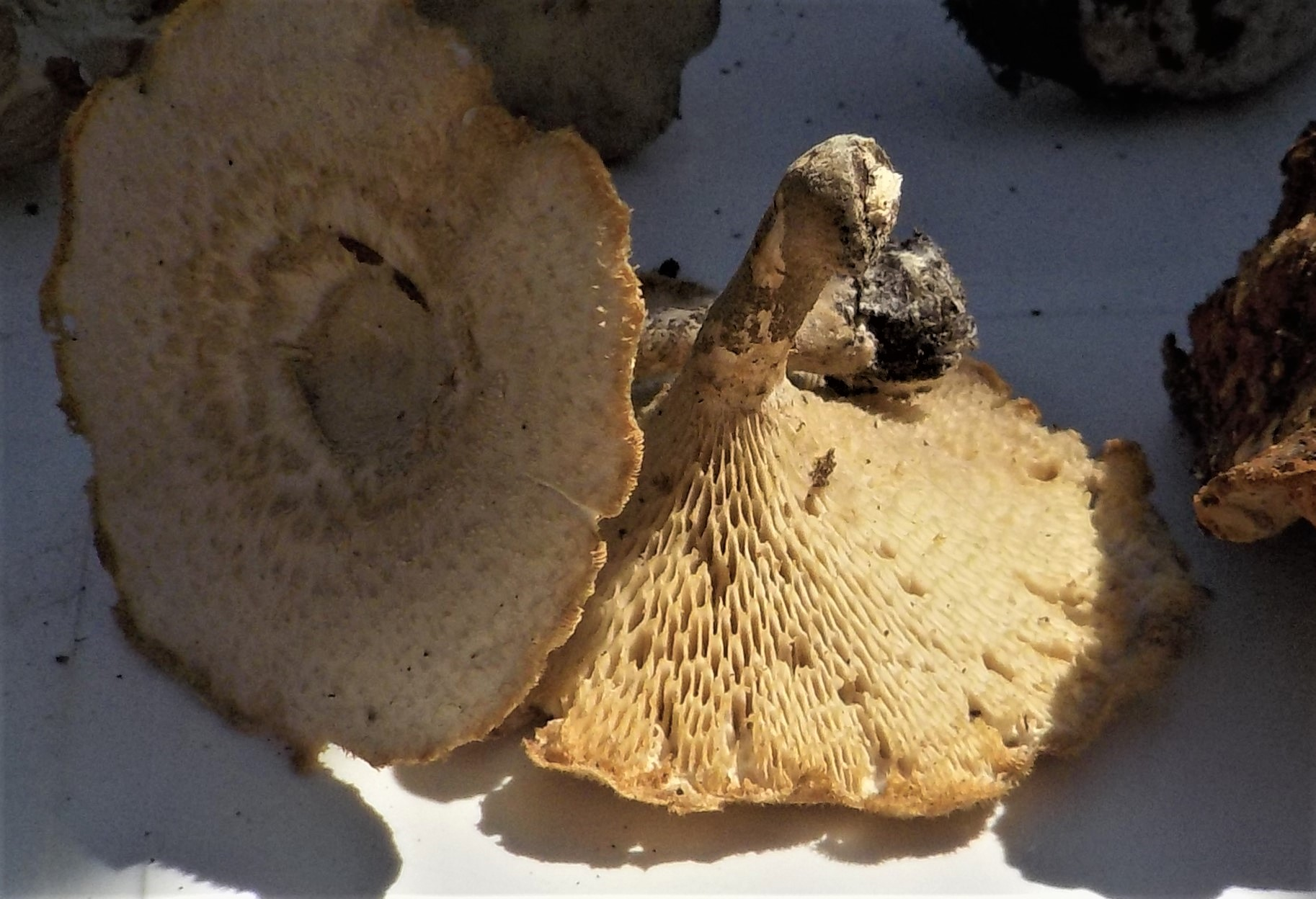
P. corylinus
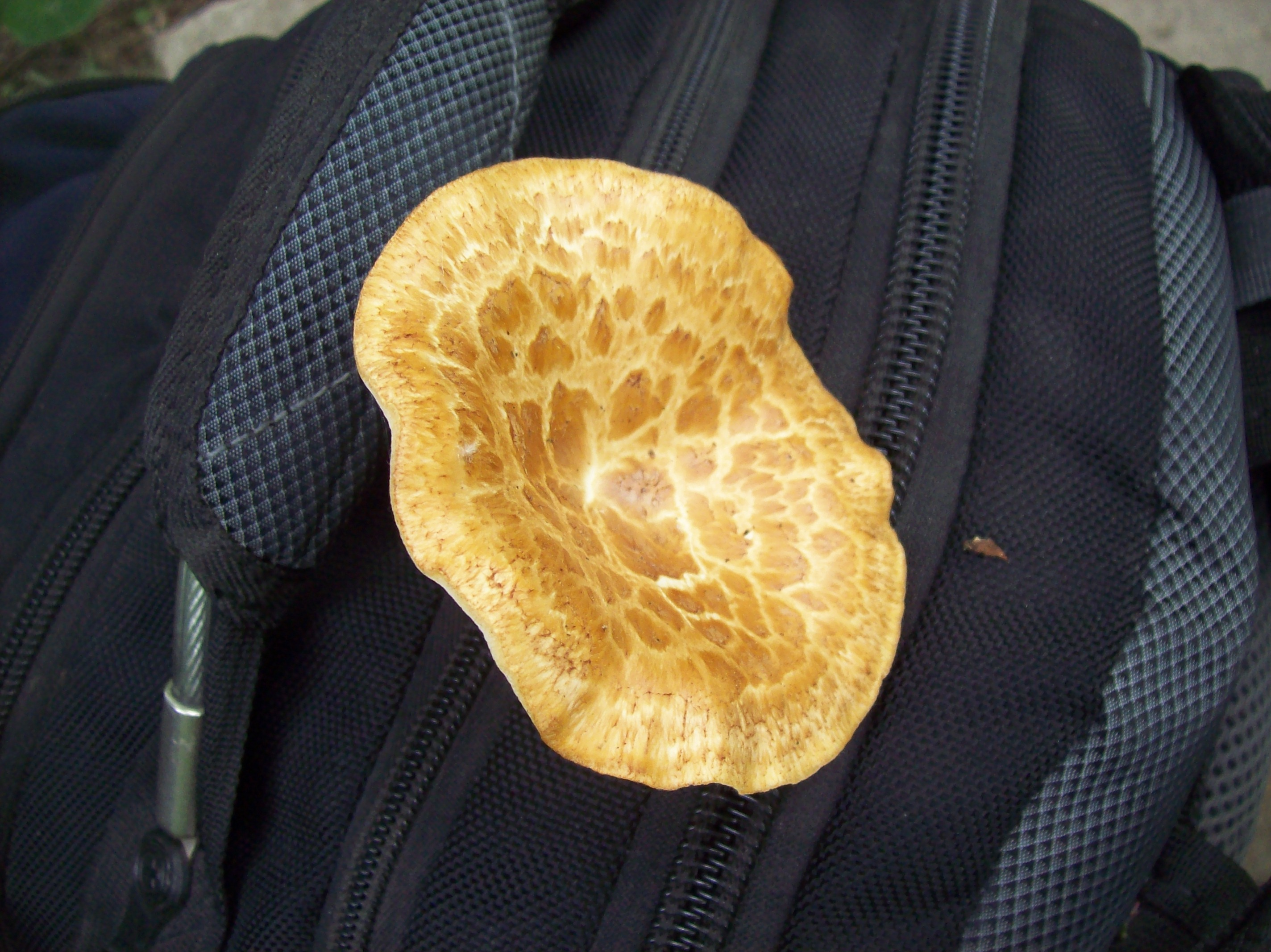
P. craterellus
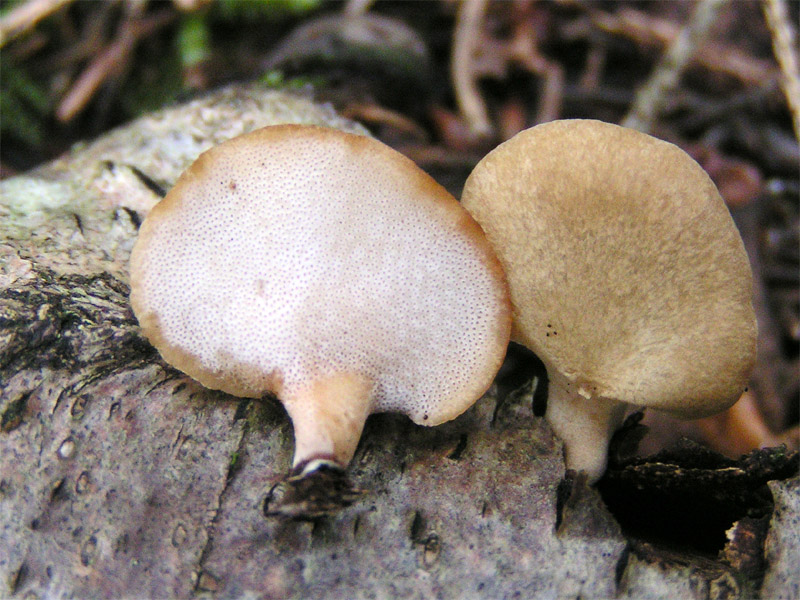
P. leptocephalus sin. P. varius

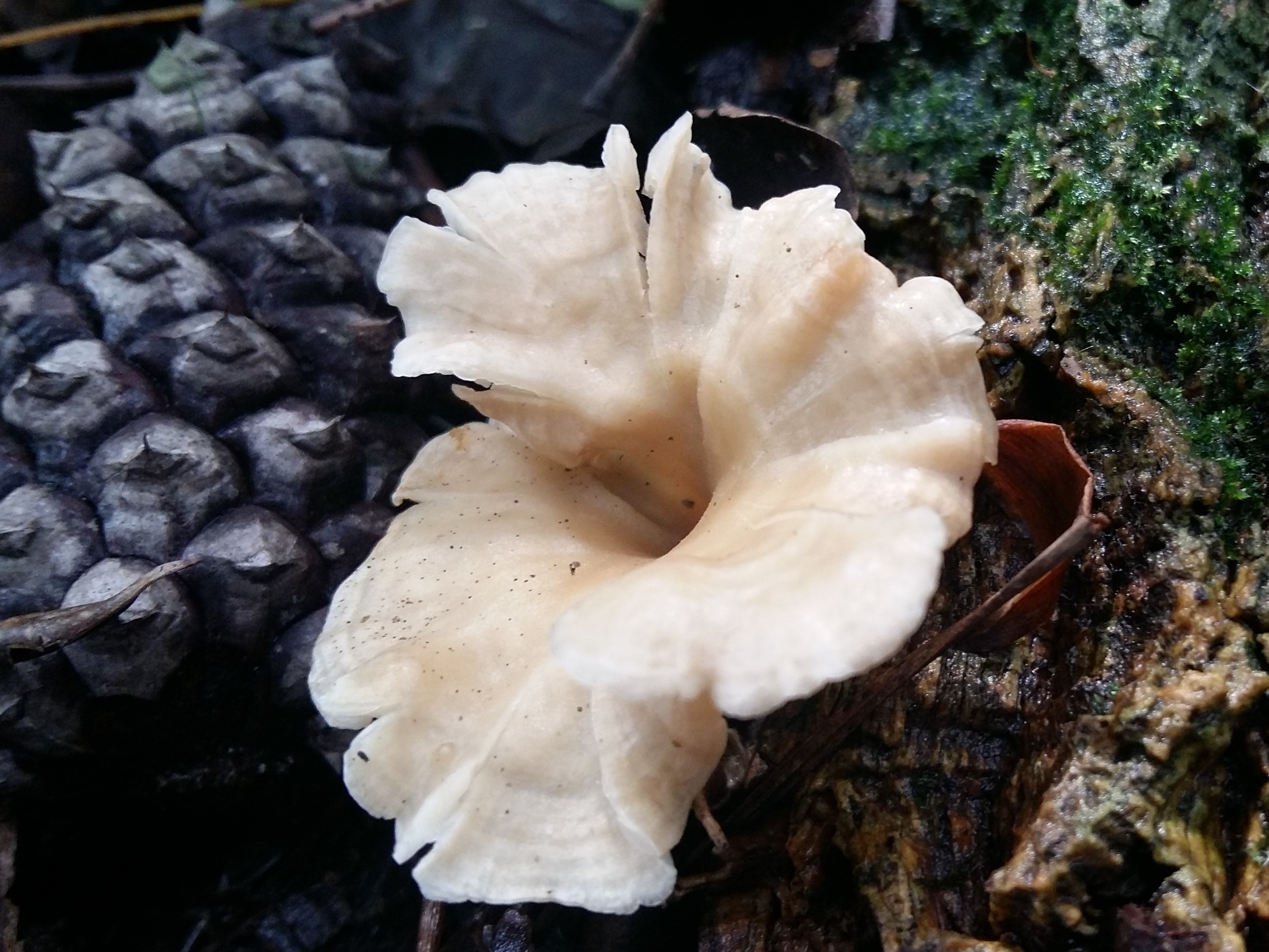
P. melanopus
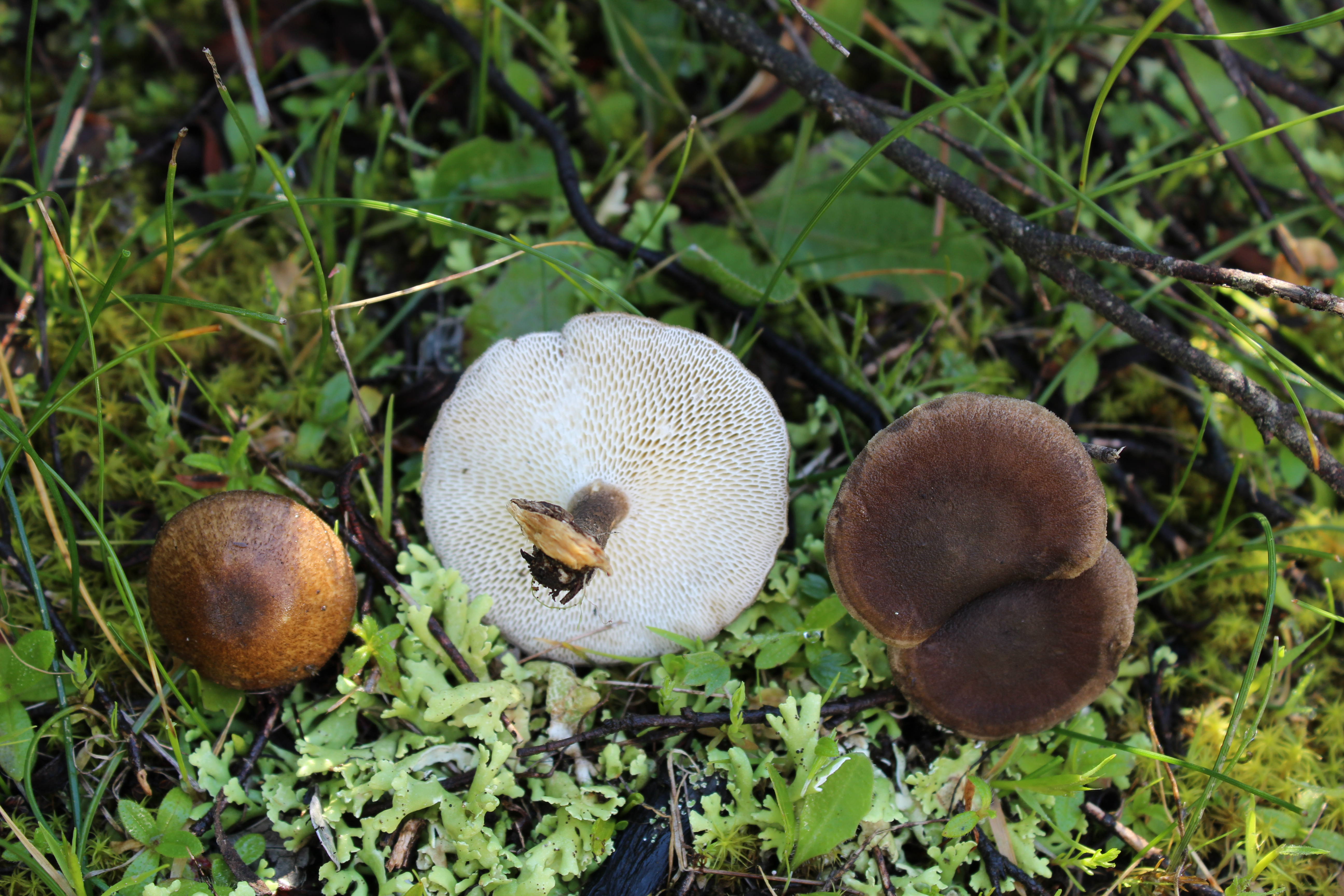
P. meridionalis
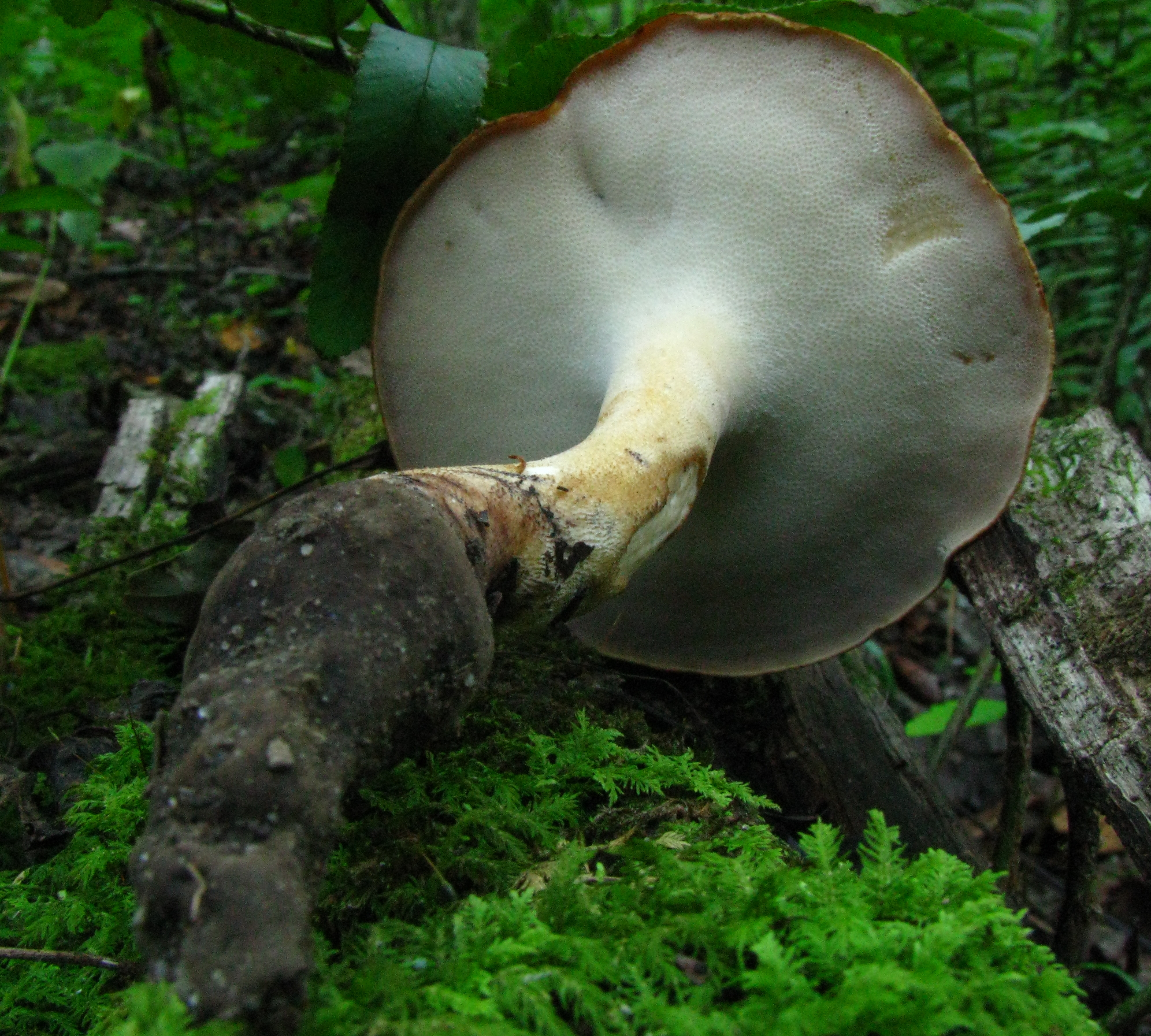
P. radicatus
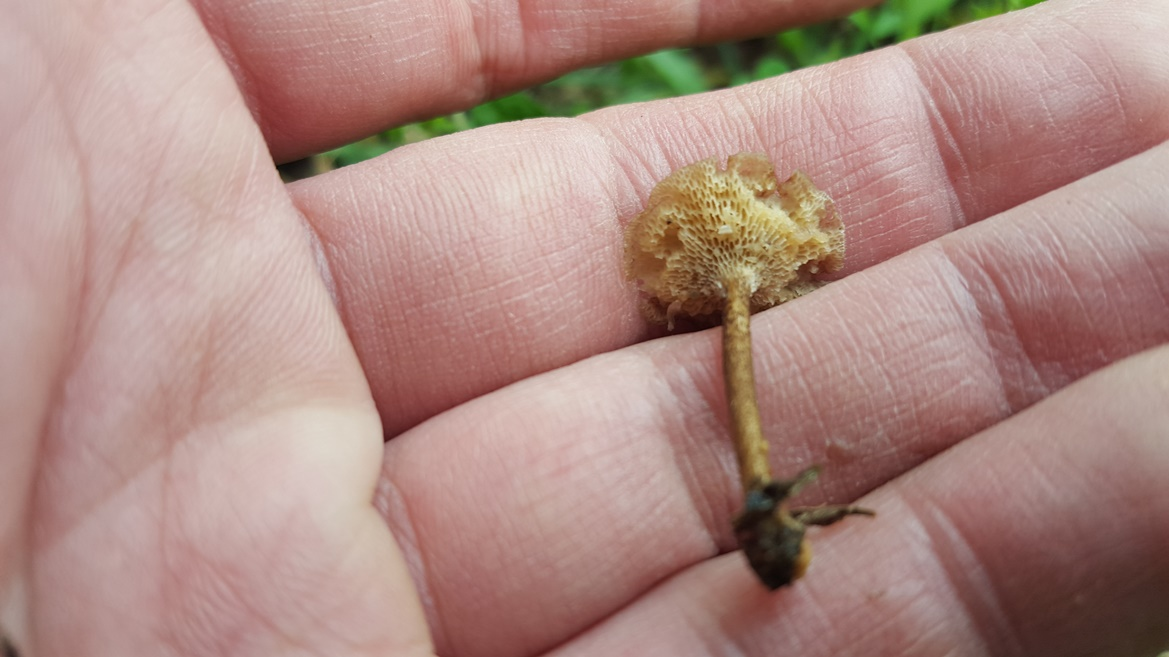
P. rhizophilus
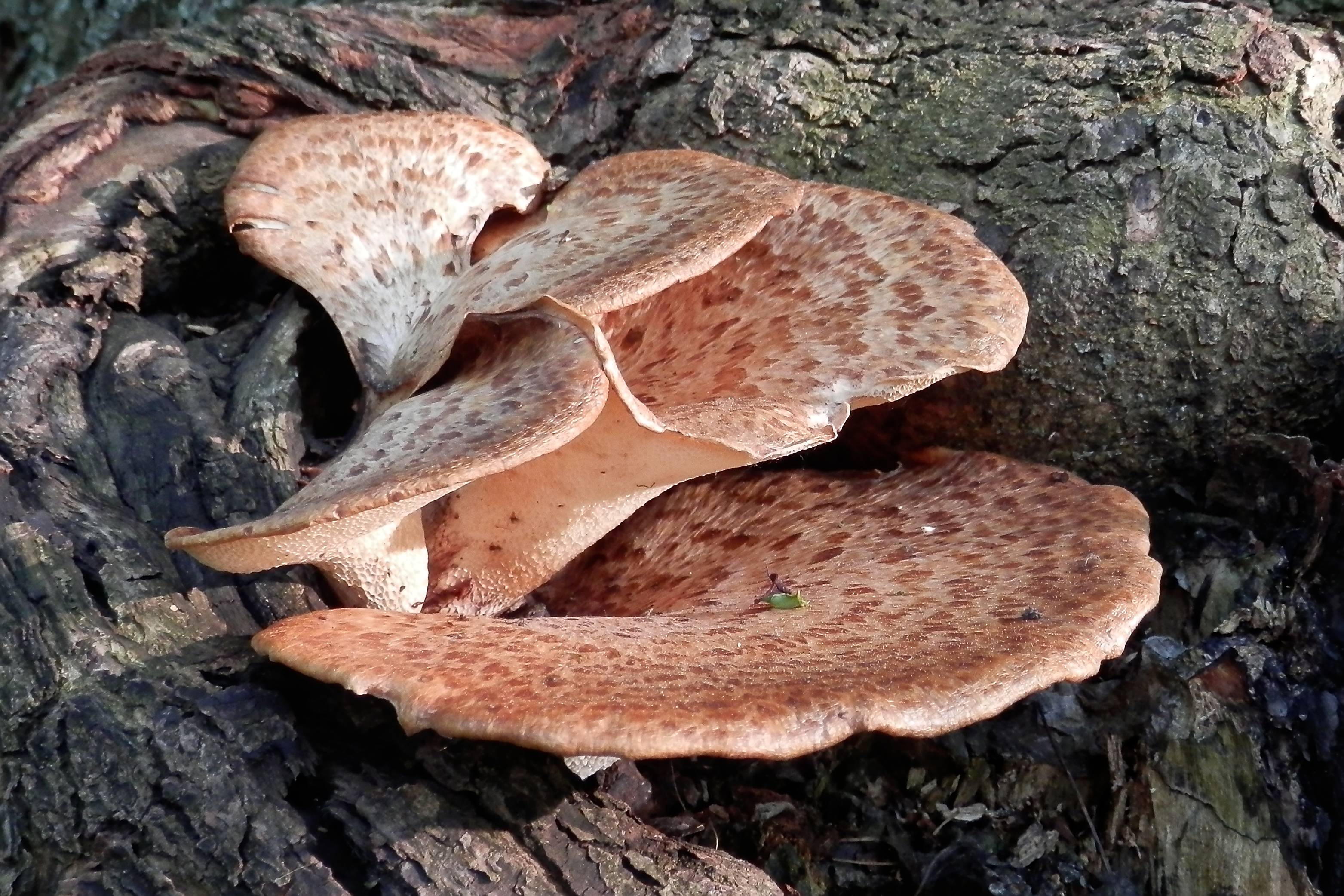
P. squamosus
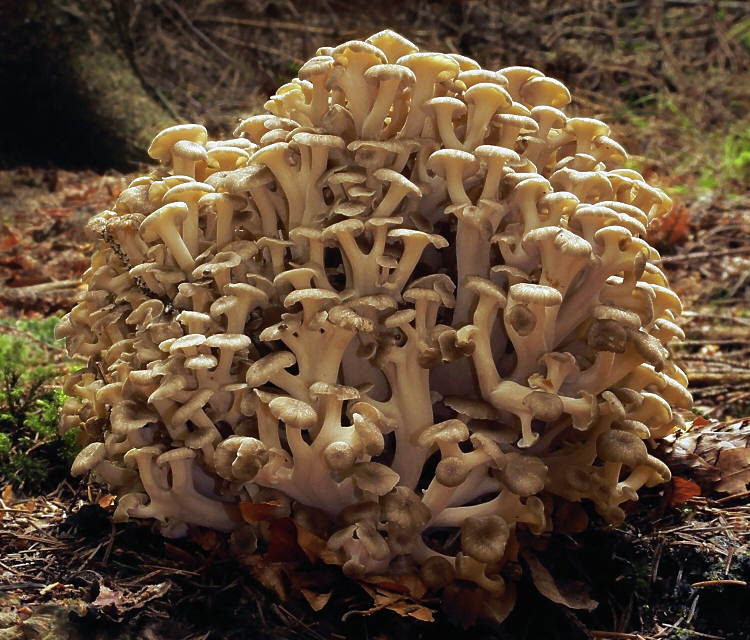
P. umbellatus
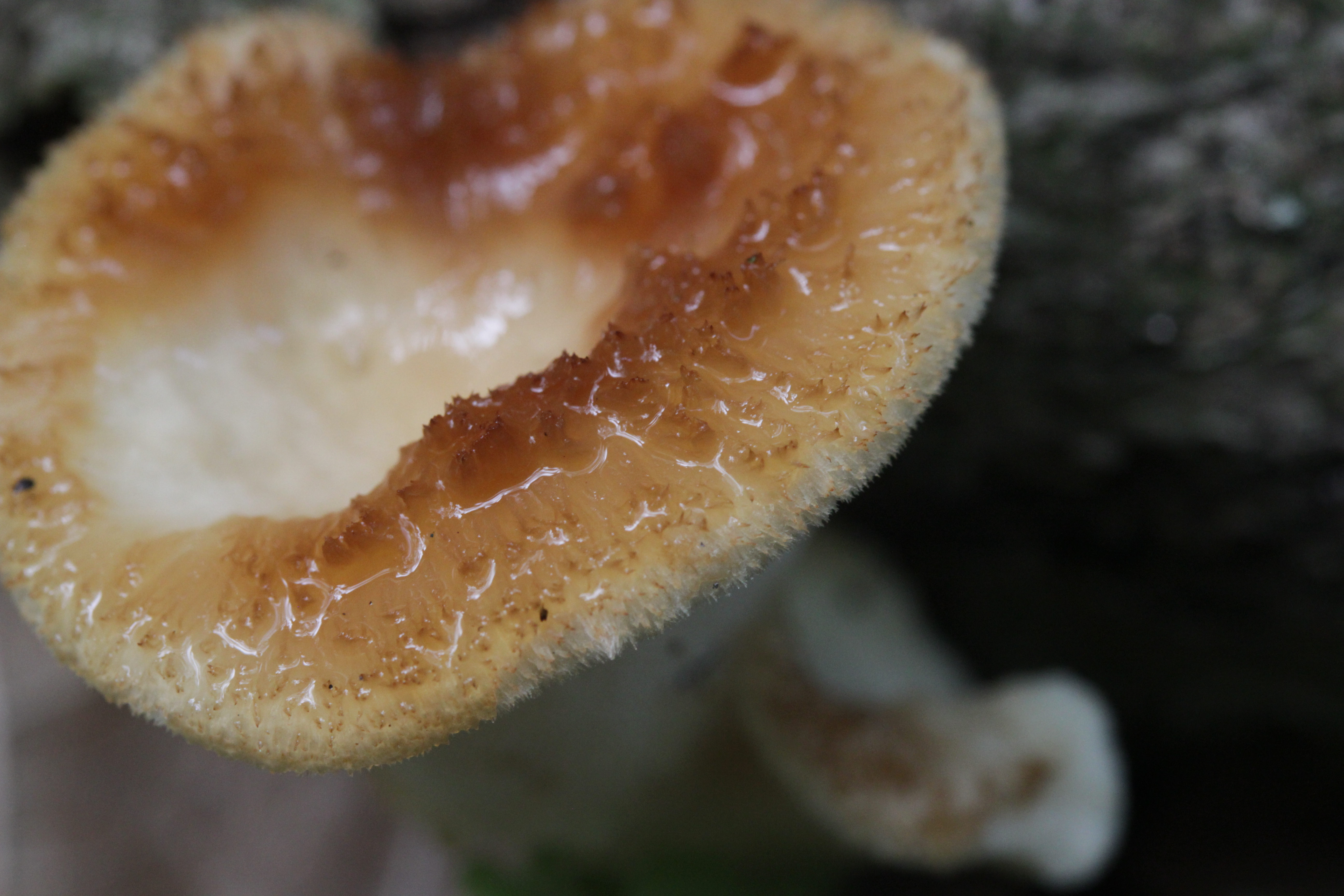
P. tuberaster

## Delimitare
- Albatrellus Gray (1821),[13] tip de specie este Albatrellus ovinus (Schaeff., 1774) Kotl. & Pouzar (1957).
- Boletus L. (1753),[14] tip de specie este Boletus edulis Bull. (1782).
- Neoalbatrellus Audet (2010),[15] tip de specie este Neoalbatrellus caeruleoporus (Peck) Audet (2010).
- Scutiger Paulet (1808),[16] tipul de specie nu este definit.

În 1920, micologul american William Alphonso Murrill a început să transfere specii ale genului Albatrellus la acesta, de exemplu pe Albatrellus ovinus, iar micologul german Rolf Singer a redenumit pe timpul exilului său în Uniunea Sovietică (1941), împreună cu Appollinaris Semenovich Bondartsev, aproape toate altele soiuri ale genului, între altele pe Albatrellus cristatus sau Albatrellus confluens. Deși micologul ceh Zdeněk Pouzar le-a retransferat corect (între 1957 și 1966), denumirea Scutiger s-a ținut până la sfârșitul secolului trecut și se mai poate citi în cărți micologice. Între timp chiar și specia Scutiger paes-caprae este acceptată membru al genului Albatrellus. Astfel, în acest gen au rămas doar 7 (9) specii, cu toate neeuropene.
- Suillus Gray (1821),[18] tip de specie este Suillus luteus (L.) Roussel (1796).
- Xerocomellus Šutara (2008),[19] tip de specie este Xerocomellus chrysenteron (Pierre Bulliard|Bull.) Šutara (2008).
- Xerocomus Quél. (1888),[20] tip de specie este Xerocomus subtomentosus (L.) Quél. (1888).

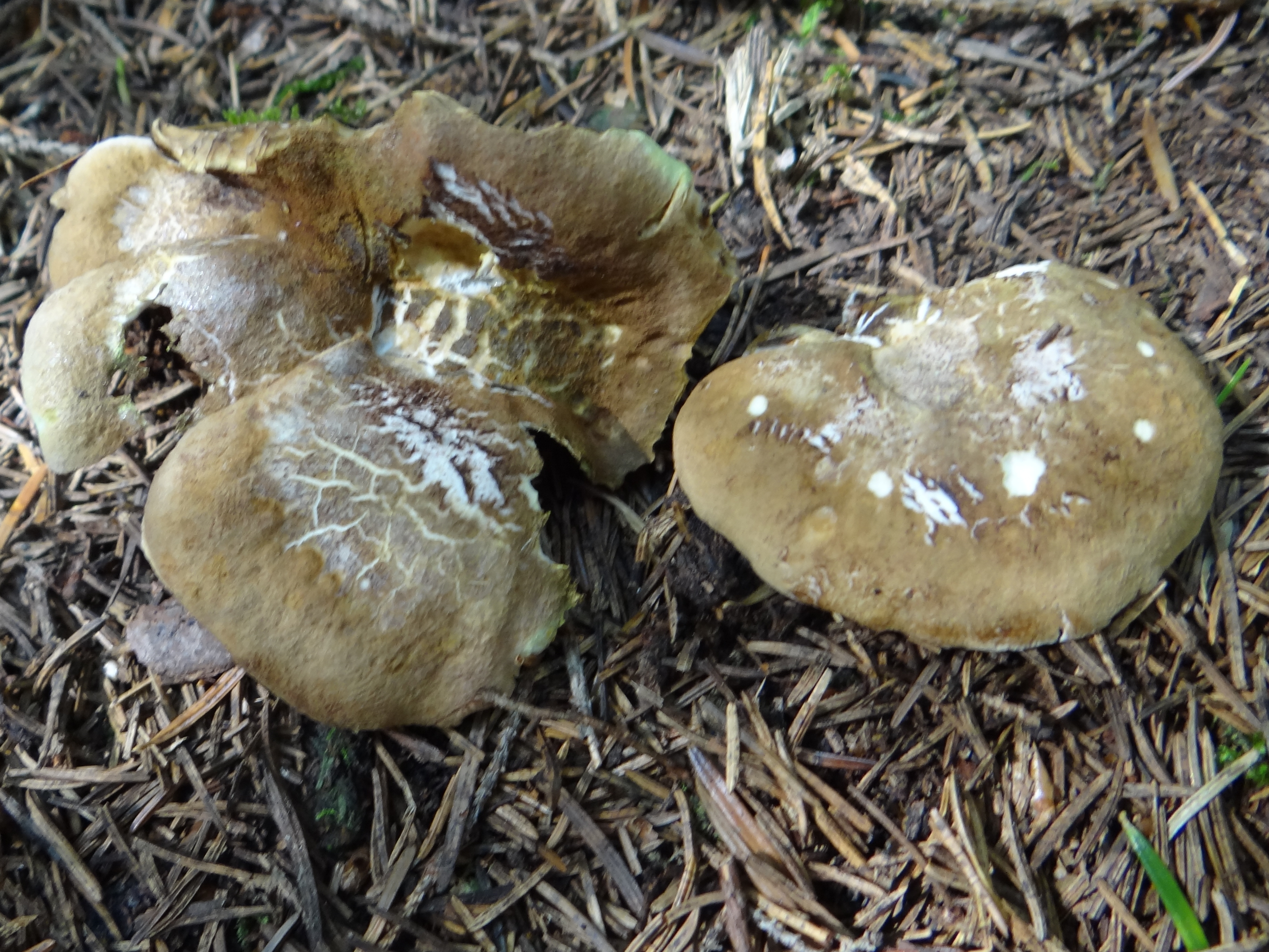
Albatrellus cristatus
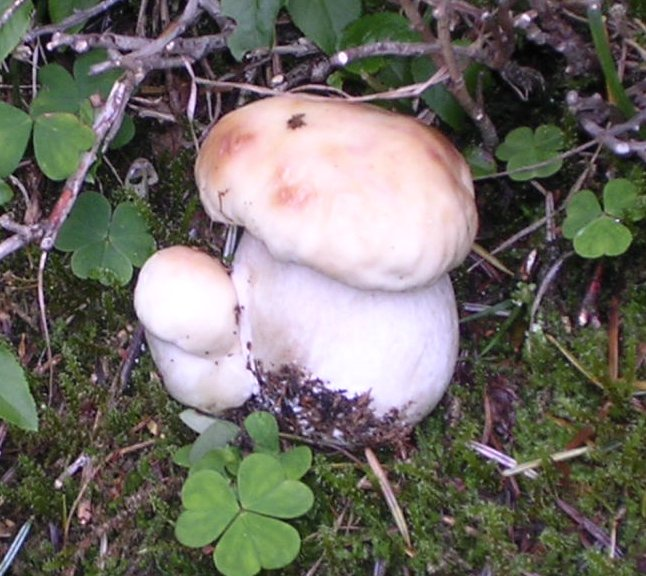
Boletus edulis
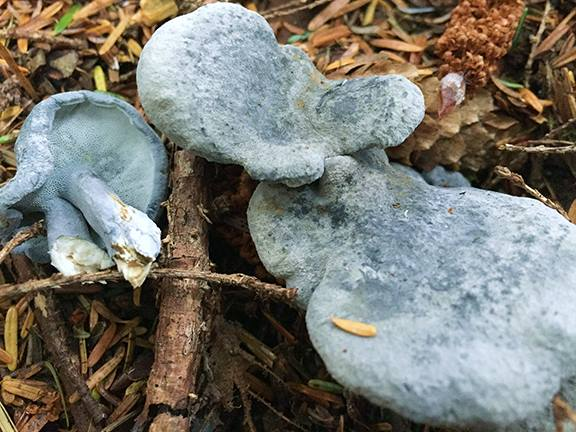
Neoalbatrellus subcaeruleoporus
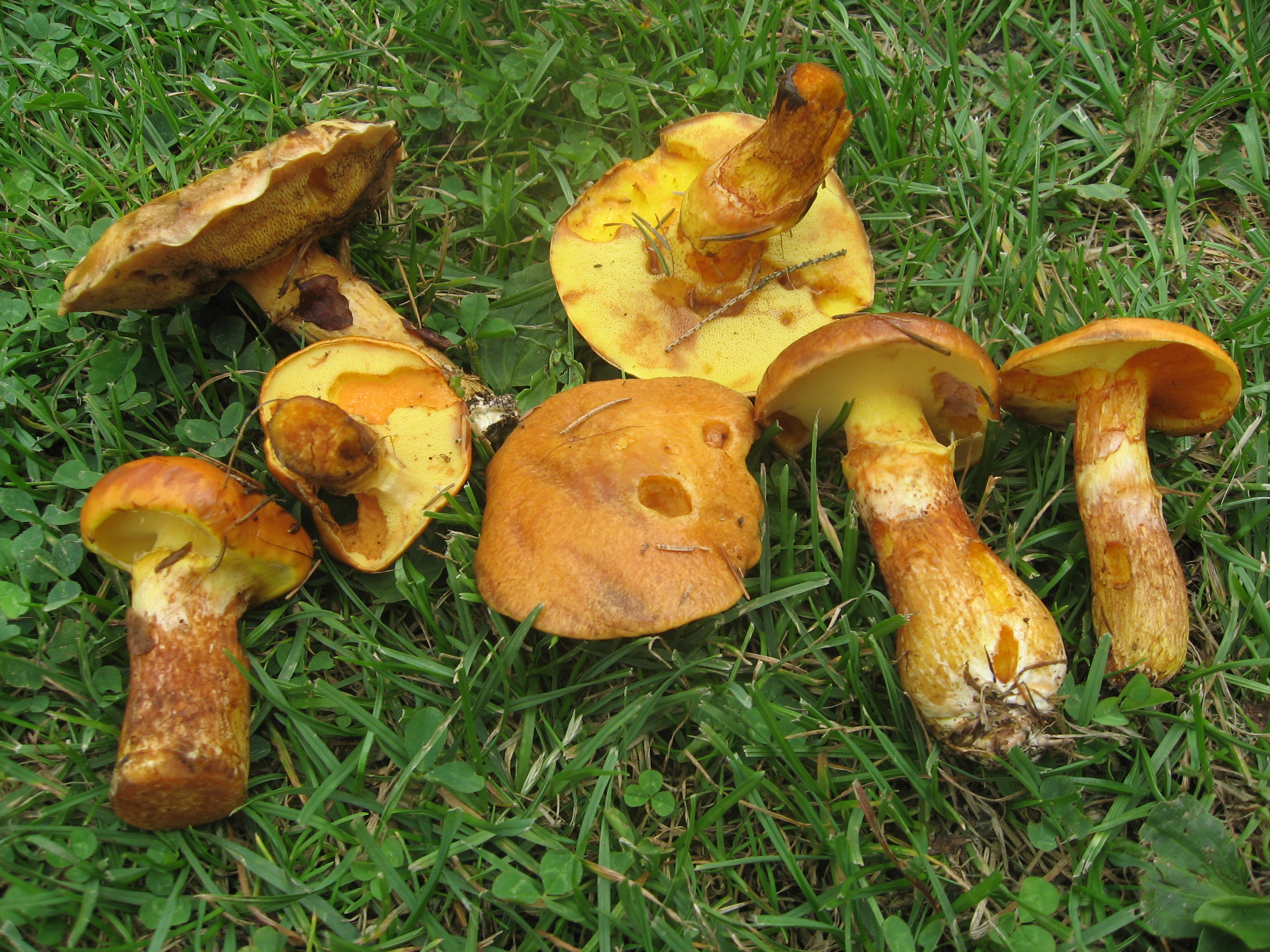
Suillus grevillei
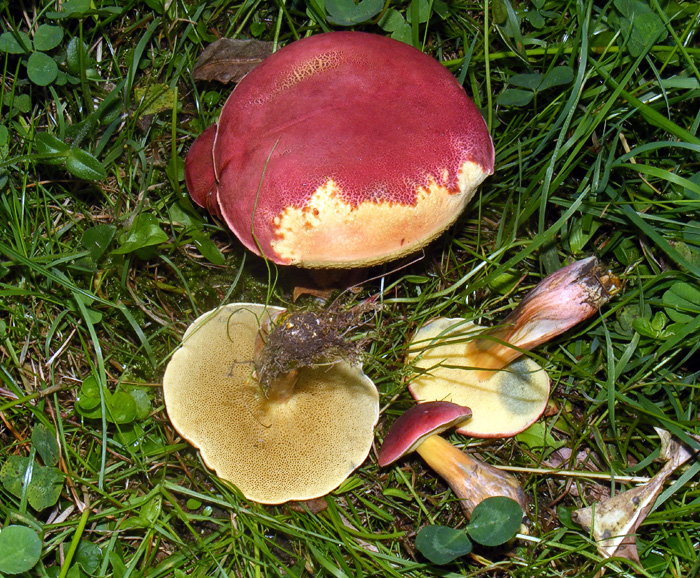
Xerocomellus rubellus
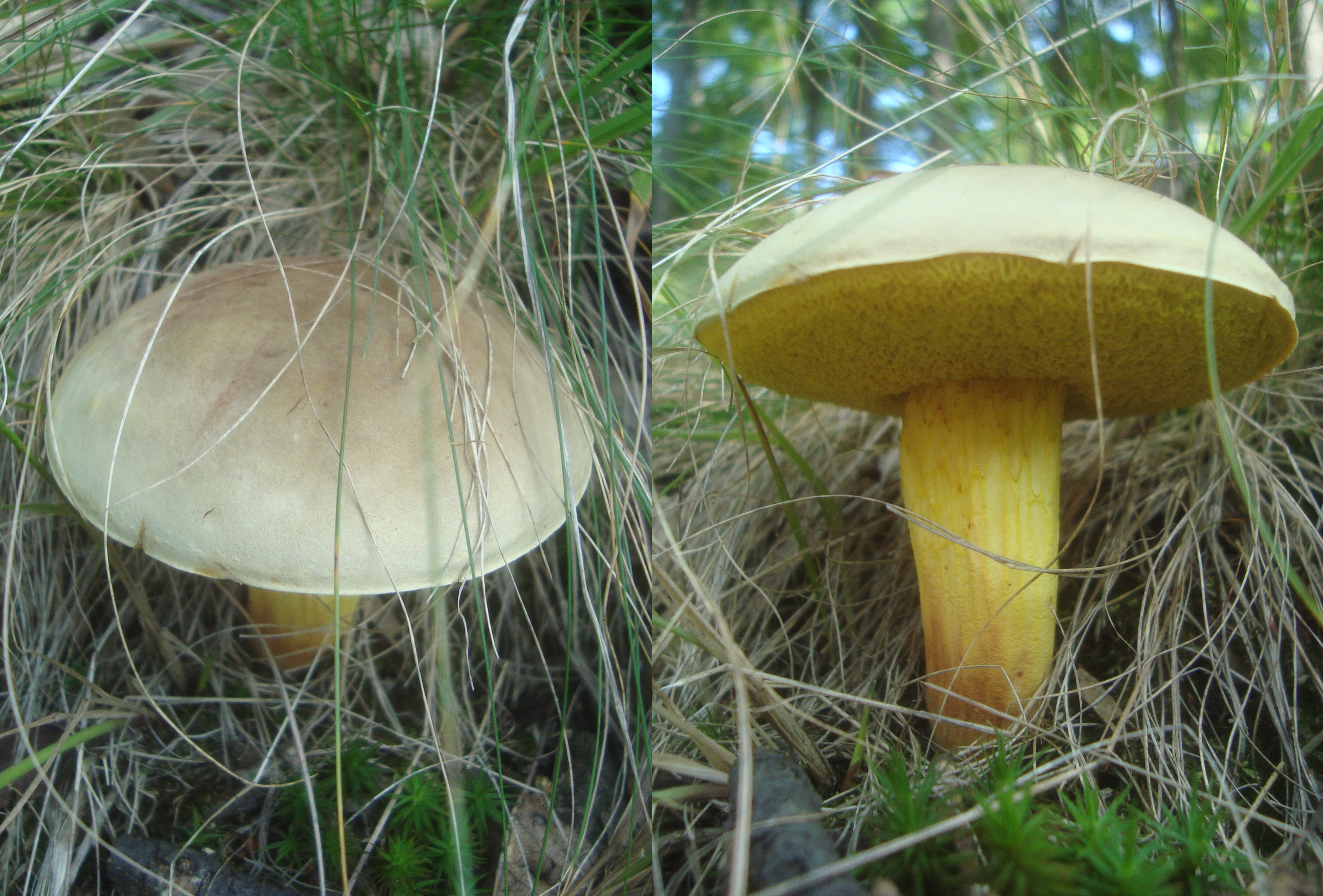
Xerocomus subtomentosus